# Phyllolabis moormi
Phyllolabis moormi is een tweevleugelige uit de familie steltmuggen (Limoniidae). De soort komt voor in het Oriëntaals gebied.